# 岱河站
岱河站是一个符夹线上的铁路车站，位于安徽省淮北市岱河乡，建于1966年，目前为三等站，邮政编码为235037。目前客运：办理旅客乘降；行李、包裹托运；货运：办理整车货物发到；不办理整车爆炸品及整车一级氧化剂发到。